# 天鹅座16Bb
天鹅座16Bb是一颗位于天鹅座、距离地球约70光年的系外行星，其母星为一颗与太阳相似的黄矮星天鹅座16B，这颗恒星与另外一颗黄矮星以及一颗红矮星组成了三合星系统。1996年，科学家在天鹅座16B周围的偏心轨道上发现了这颗行星。

## 发现
1996年10月，科学家在天鹅座16B附近发现了一颗质量为行星级的伴星，其质量下限约为木星的1.68倍。当时，天鹅座16Bb是所有已知系外行星中轨道离心率最高的。科学家是通过测量其母星的径向速度发现该行星的。和其他使用该方法发现的行星一样，科学家现今还只知道该星的质量下限。

## 轨道和质量

天鹅座16Bb的轨道(黑线标注)与太阳系行星轨道的比较。

和太阳系内的行星不同，天鹅座16Bb的轨道离心率极大，故其轨道距母星的距离在0.54-2.8天文单位间变化。 这种高离心率可能是由联星系统内的潮汐引力效应造成的。而该行星的轨道也可能以数千万年为周期，在高离心率状态和低离心率状态之间变化不定。
该行星的质量下限远低于褐矮星与行星的质量分野值，即13倍木星质量。2001年的天体测量显示该行星的轨道与地球观测者的视线的倾角较高（达到约173°）， 这一数值意味着该行星的质量可能为木星的14倍，这将会使其步入褐矮星的行列。不过后来这一测量数值被证明只能作为该其质量上限。

## 物理特性
由于科学家是通过观测母星从而间接证明该行星的存在，所以至今还不知晓该行星的半径、物质构成和温度等物理特性。
天鹅座16Bb的高离心率轨道意味着该行星经历着极端的季节性效应。此外，针对该行星进行的模拟表明，如果该行星拥有一颗类似于地球的卫星，那么该行星表面就有可能常年存在液态水。